# Palacio de Monteleón
El palacio de Monteleón fue una residencia nobiliaria en Madrid, que ocuparía a principios del XIX el cuartel de Monteleón.

## Historia
En el lugar donde se construiría el palacio, se alzaba ya una casa o quinta de recreo representada en el Plano de Teixeira (1656).
Hacia 1690, siendo propietarios Ettore Pignatelli y su esposa, Juana de Aragón y Cortés, duques de Monteleón y de Terranova; mandan derribar el edificio existente y construir un nuevo edificio, además de ampliar los terrenos del palacio. La duquesa de Monteleón había sido camarera mayor de la reina María Luisa de Orleans, primera esposa de Carlos II, entre 1679 y 1680. En los días 2, 3 y 4 de abril de 1701 el palacio alojaría a la reina viuda Mariana de Neoburgo, antes de que pasara a Toledo.
En 1723 el palacio sufrió un incendio cuyos daños fueron reparados con prontitud ya que al año siguiente estuvieron aposentados en él por una temporada los duques de Osuna, que cedieron su palacio viejo (en la calle de Leganitos) a Felipe V e Isabel de Farnesio durante el corto reinado del hijo del primero, Luis I.
En 1803 la propiedad sería vendida al estado, que instalaría en esta el parque de artillería o cuartel de Monteleón.
En la actualidad todavía se conserva el arco de entrada al terreno del palacio, en el centro de la plaza del Dos de Mayo.

## Descripción

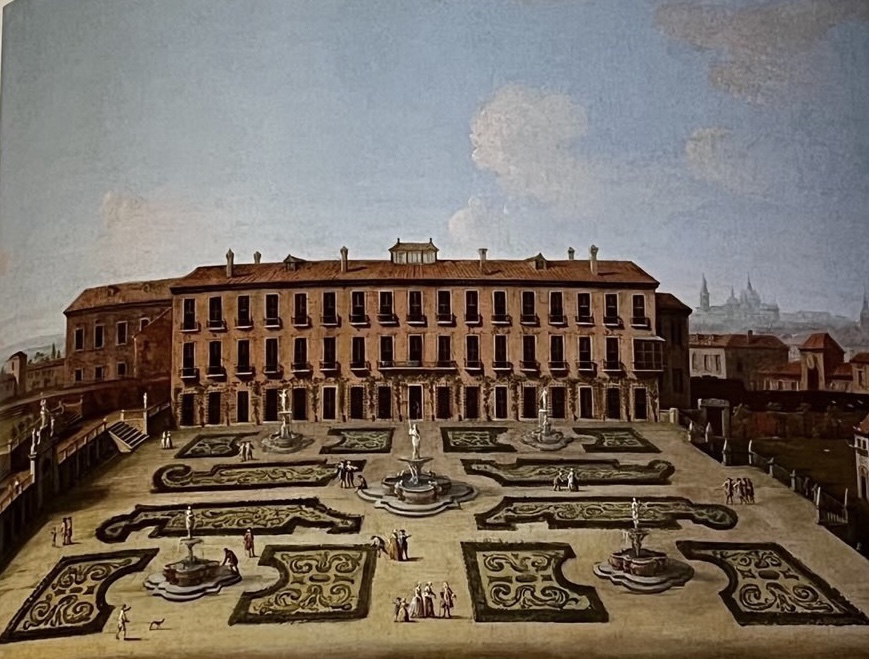
Jardín y fachada posterior deL palacio por Antonio Joli

El palacio se encuadraba en el límite norte de la cerca de Felipe IV, que limitaba la ciudad de Madrid, en la zona conocida como barrio de Maravillas, por el convento homónimo, vecino al palacio. Contaba con un terreno de unos 54.000 metros cuadrados, correspondiente al terreno comprendido entre las actuales calles de San Bernardo, de Carranza, de Fuencarral y de San Vicente Ferrer.Contaba en su interior con una escalera de grandes dimensiones, similar a la del monasterio del Escorial. Fue decorada al fresco por Bartolomé Pérez de la Dehesa, yerno del pintor Juan de Arellano. Según la condesa d'Aulnoy el palacio contaba con amplias estancias ricamente decoradas.
El jardín se disponía en la parte norte del palacio, era de estilo italiano, y contaba con una gran fuente de mármol blanco en el centro de los cuarteles del jardín formal.
Hacia mediados del siglo XVIII el palacio albergaba un cilicio, venerado como reliquia de San Ignacio de Loyola.

## Iconografía
Se conserva un dibujo de la fachada del palacio, en la colección de Valentín Carderera, hoy en el Museo Lázaro Galdiano. Así mismo, en la colección Abellón se conserva un óleo mostrando el jardín y la fachada posterior del palacio.

### Individuales
1. ↑  Pepe (25 de julio de 2013). «Madrid sin prisas: EDIFICIOS DESAPARECIDOS DE MADRID (PALACIO DE MONTELEÓN)». Madrid sin prisas. Consultado el 2 de abril de 2023.
2. ↑  Per la fede, per lo rè, per la patria: la nobleza de Nápoles en la monarquía de España. Universidad Nacional de Mar del Plata. 2015. OCLC 1365868644. Consultado el 2 de abril de 2023.
3. ↑  Olarán Múgica, María Inés (15 de mayo de 2022). Mariana de Neoburgo: El exilio de la reina viuda de Carlos II. Ediciones Rialp, S.A. ISBN 978-84-321-6156-8. Consultado el 2 de abril de 2023.
4. ↑  Torrione, Margarita (30 de septiembre de 1999). «Isabel Farnesio en el «Palacio Viejo» del Duque de Osuna: 1746-1747. Tres planos de Virgilio Rabaglio y un coliseo privado». Archivo Español de Arte 72 (287): 243-262. ISSN 1988-8511. doi:10.3989/aearte.1999.v72.i287.763. Consultado el 2 de abril de 2023.
5. ↑  Torrione, Margarita (30 de septiembre de 1999). «Isabel Farnesio en el «Palacio Viejo» del Duque de Osuna: 1746-1747. Tres planos de Virgilio Rabaglio y un coliseo privado». Archivo Español de Arte 72 (287): 243-262. ISSN 1988-8511. doi:10.3989/aearte.1999.v72.i287.763. Consultado el 21 de abril de 2023.
6. ↑  Boletín de la Revista general de legislación y jurisprudencia. Revista de legislación. 1877. p. 78. Consultado el 2 de abril de 2023.
7. ↑  Fluviá (S.I.), Francisco Javier (1753). Vida de S. Ignacio de Loyola fundador de la Compañia de Jesus: enriquecida con las copiosas solidas noticias de los Padres Jesuítas de Ambères, ordenada nuevamente y dividida en ocho libros. por Pablo Nadal..., se hallará en la misma imprenta. Consultado el 4 de febrero de 2025.
8. ↑  Madrid en la Colección Abelló. Madrid: El Viso. 2023. ISBN 978-84-125528-8-1.